# Język wawonii
Język wawonii – język austronezyjski używany w prowincji Celebes Południowo-Wschodni w Indonezji, przez ludność wysp Wawonii (Wowoni) i Menui.
Według danych z 2004 roku posługuje się nim 30 tys. osób. Pod koniec lat 80. XX w. pozostawał w intensywnym użyciu. Nowsze doniesienia z 2011 r. sugerują, że jego pozycja wyraźnie się osłabiła.
Dzieli się na dwa dialekty, wawonii i menui (manoei), właściwe dla wysp o tych samych nazwach. Jest blisko spokrewniony z językami bungku i kulisusu; był niegdyś klasyfikowany jako dialekt bungku. W szczególności użytkownicy dialektu menui są powiązani kulturowo i politycznie z grupą etniczną Bungku.
Brak formy pisanej. Historycznie w użyciu była pewna odmiana pisma bugijsko-makasarskiego.